# László Nagy (politik, 1948)
László A. Nagy, maďarsky A. Nagy László, (* 10. srpen 1948, Bodiná) je slovenský psycholog, sociolog a politik maďarské národnosti, mezi lety 1990 až 2012 poslanec Národní rady SR, a v roce 2004 krátce také poslanec Evropského parlamentu. Před listopadem 1989 působil jako disident a maďarský lidskoprávní aktivista v tehdejší Československé socialistické republice.

## Biografie
Narodil se roku 1948 v obci Bodiná, v okrese Považská Bystrica, v poválečném Československu. Vystudoval pedagogickou psychologii a filozofii na Univerzitě Komenského v Bratislavě, kde byl v letech 1967 až 1970 předsedou maďarského Akademického klubu mládeže Attily Józsefa v Bratislavě. Poté pracoval v sociologickém výzkumu. V roce 1970 byl zakládajícím členem Výboru pro ochranu práv maďarské menšiny v Československu (slovensky Výbor pre ochranu práv maďarskej menšiny v Československu). V roce 1989 se stal zakladatelem Maďarské nezávislé iniciativy, a prvním signatářem jejího programového prohlášení ze dne 18. listopadu 1989, poté od roku 1990 byl i jejím předsedou, později přejmenovanou na Maďarskou občanskou stranu, a to až do roku 1998, kdy byl zvolen místopředsedou sjednocené SMK. V roce 1996 byl rovněž zvolen místopředsedou Liberální internacionály. V roce 2009 přešel do nové strany Most-Híd, kde byl zvolen i členem předsednictva. V letech 1998 až 2009 byl předsedou parlamentního Výboru pro menšiny a lidská práva NR SR. Pořádá a vede odborné přednášky o lidských právech na mezinárodních i slovenských fórech a seminářích. Aktivně spolupracuje s lídry národnostních a etnických menšiny, s lidskoprávními menšinovými občanskými sdruženími na Slovensku, a také s běloruskou a kubánskou politickou opozicí.

### Politická kariéra
- Volby do Slovenské národní rady 1990: zvolen poslancem SNR za MNI, v parlamentu zvolen do funkce místopředsedy SNR (1990–1992).
- Volby do Slovenské národní rady 1992: zvolen poslancem SNR/NR SR za MOS.
- Parlamentní volby na Slovensku 1994: zvolen poslancem NR SR za MOS.
- Parlamentní volby na Slovensku 1998: zvolen poslancem NR SR za SMK, v parlamentu zvolen předsedou Výboru pro menšiny a lidské práva NR SR.
- Parlamentní volby na Slovensku 2002: zvolen poslancem NR SR za SMK, v parlamentu zvolen předsedou Výboru pro menšiny a lidské práva NR SR. V průběhu tohoto volebního období také vykonával od 1. května 2003 do 1. května 2004 funkci slovenského pozorovatele Evropského parlamentu, a od 1. května do 13. června 2004 funkci řádného slovenského poslance Evropského parlamentu za SMK.
- Parlamentní volby na Slovensku 2006: zvolen poslancem NR SR za SMK, v parlamentu zvolen předsedou Výboru pro lidská práva, národnosti a postavení žen NR SR.
- Parlamentní volby na Slovensku 2010: zvolen poslancem NR SR za Most-Híd.
- Parlamentní volby na Slovensku 2012: neúspěšně kandidoval za Most-Híd na 12. místě kandidátní listiny.

## Soukromý život
Žije v Bratislavě. Jeho švagrem je Iván Bába (* 1950, Teplice) maďarský diplomat, státní úředník a velvyslanec. Naopak není v příbuzenském stavu s Józsefem Nagyem (* 1968, Dunajská Streda), bývalým ministrem životního prostředí a poslancem Evropského parlamentu za Most-Híd v 8. volebním období (2014–2019).